# 부동산 양도문서
부동산 양도문서란 부동산이나 부동산이 포함하고 있는 권리 양도에 사용되는 영미법상 문서를 말한다.

## 종류

### 권리포기양도문서
무보증증서 혹은 Quitclaim Deed라고 하며 소유하고 있는 지분의 권리를 포기할 때 쓴다.

### 보증부양도증서양도문서
warranty deed라고 하며 권원보험이 보편화되어 있어 잘 쓰이지 않는다.

#### 장래에 대한 규약

##### 권원 보장
부동산에 대한 법적 청구등에 방어할 것을 약속

#### 현 시점의 상황에 대한 보증

##### 게베레(seisin)
매도인이 해당 부동산에 대해 소유권을 가지고 있음을 보증한다

##### 양도가능
매도인이 해당 부동산을 양도할 수 있는 권한이 있음을 보증한다

## 참고 문헌
- 부동산 양도 문서 (1)
- 부동산 양도 문서 (2)
- 부동산 양도 문서 (3)
- 한국에서 시애틀 집 사기 2탄
- 미국 부동산 거래와 전문가의 역할

## 같이 보기
- 신탁증서 (Deed of Trust)